# Oussama Raoui
Oussama Raoui (en arabe : أسامة الراوي), né le 13 novembre 2002, est un footballeur marocain évoluant au poste d'arrière droit au FUS Rabat.

## Biographie

### En sélection

#### Maroc -17 ans
Il a honoré cinq sélections avec l'équipe du Maroc -17 ans entre 2018 et 2019, les deux premières sont des matchs amicaux contre l'Algérie le 20 août 2018 (victoire 5-2) et contre la Tunisie le 28 août 2018 (victoire 1-0). Il a ensuite disputé la CAN -17 ans 2019 où il a joué 3 matchs mais le Maroc va se faire éliminer dès la phase de poule avec aucune victoire (2 défaites contre le Cameroun et la Guinée et un nul contre le Sénégal).

#### Maroc -20 ans
Il a reçu 4 sélections avec l'équipe du Maroc -20 ans depuis 2020, la première est un match amical contre la Tunisie le 1er mars 2020 (défaite, 0-4). Il dispute par la suite la CAN -20 ans 2021 où il joue 2 matchs de poule sur 3 (nul 0-0 contre le Ghana et victoire 3-0 contre la Tanzanie). Il va aussi être titulaire lors du quart de finale contre la Tunisie mais le Maroc va se faire éliminer 0-0 et 1-4 aux tirs au but.
Le 7 octobre 2020, il est sélectionné avec l'équipe du Maroc -20 ans pour une double confrontation amicale contre la Mauritanie -20 ans au Complexe Mohammed VI à Salé. 

#### Maroc -23 ans
En octobre 2021, il figure pour la première fois sur la liste du Maroc olympique concoctée par Hicham Dmii pour un stage de préparation au Centre sportif de Maâmora à Salé du 4 au 12 octobre.
Le 15 septembre 2022, il est convoqué par Hicham Dmii avec le Maroc olympique pour une double confrontation face au Sénégal olympique dans le cadre d'un stage de préparation pour les qualifications aux Jeux olympiques d'été de 2024.

#### Maroc A'
Le 28 juillet 2022, il est convoqué par le sélectionneur Hicham Dmii pour un stage de préparation avec l'équipe du Maroc A', figurant sur une liste de 23 joueurs qui prendront part aux Jeux de la solidarité islamique en août 2022.

## Statistiques
| Saison                | Club                  | Championnat           | Championnat | Championnat | Championnat | Coupe(s) nationale(s) | Coupe(s) nationale(s) | Coupe(s) nationale(s) | Total | Total | Total |
| Saison                | Club                  | Division              | M.          | B.          | P.d.        | M.                    | B.                    | P.d.                  | M.    | B.    | P.d.  |
| 2020-2021             | FUS Rabat             | Botola                | 17          | 0           | 0           | 0                     | 0                     | 0                     | 17    | 0     | 0     |
| 2021-2022             | FUS Rabat             | Botola                | 18          | 0           | 2           | 1                     | 0                     | 0                     | 19    | 0     | 2     |
| 2022-2023             | FUS Rabat             | Botola                | 1           | 0           | 0           | 0                     | 0                     | 0                     | 1     | 0     | 0     |
| Sous-total            | Sous-total            | Sous-total            | 36          | 0           | 2           | 1                     | 0                     | 0                     | 37    | 0     | 2     |
| Total sur la carrière | Total sur la carrière | Total sur la carrière | 36          | 0           | 2           | 1                     | 0                     | 0                     | 37    | 0     | 2     |

## Palmarès
Oussama Raoui remporte en 2018 le tournoi UNAF grâce à trois victoires sur trois et se qualifie automatiquement à la Coupe d'Afrique des nations avec le Maroc -17 ans. Le Maroc est éliminé au premier tour de la CAN. En 2023, il atteint la finale de la Coupe d'Afrique des nations -23 ans.
 Maroc -17 ans
- Tournoi UNAF :
  - Champion : 2018.